# Marco Rossi (ur. 1964)
Marco Rossi (ur. 9 września 1964 w Druento) – włoski piłkarz, grający na pozycji obrońcy, trener piłkarski.

## Kariera piłkarska
Wychowanek klubu Torino, w barwach którego w 1983 rozpoczął karierę piłkarza. Potem występował w klubach Campania, Campania Puteolana, Catanzaro, Brescia, Sampdoria, América, Eintracht Frankfurt, Piacenza i Ospitaletto. W sezonie 1999/2000 zakończył występy w drużynie Salò.

## Kariera trenerska
W 2003 r. rozpoczął pracę trenerską w młodzieżowym zespole Lumezzane. Potem prowadził kluby Lumezzane, Pro Patria, Spezia, Scafatese, Cavese, Honvéd i DAC Dun. Streda. W 2018 r. objął funkcję selekcjonera reprezentacji Węgier.

## Sukcesy i odznaczenia

### Sukcesy piłkarskie
Sampdoria
- zdobywca Pucharu Włoch: 1993/94

Brescia
- mistrz Serie B: 1991/92

### Sukcesy trenerskie
Honved
- mistrz Węgier: 2016/17